# 韋涅斯拉維夫卡
50°22′2″N 33°41′45″E / 50.36722°N 33.69583°E
韋涅斯拉維夫卡（烏克蘭語：Венеславівка），是烏克蘭中部的村莊，隸屬波爾塔瓦州的米爾霍羅德區。該村處於霍羅爾河右岸，距離新謝利夫卡、謝列德尼亞基和彼得里夫卡-羅門斯卡1.5公里，始建於1745年，面積1.54平方公里，海拔高度120米，2001年人口295。